# 乾友紀子
乾友紀子（INUI Yukiko，1990年12月4日—），日本女子花樣游泳运动员。滋賀縣出生，畢業於近江兄弟社中学校、近江兄弟社高校及立命館大学。

## 簡歷
2010年，乾友紀子與隊友參加廣州亞運會花樣游泳比賽的雙人、集體及自由組合比賽，奪得三面銀牌。
2015年7至8月，乾友紀子出戰俄羅斯喀山舉辦的世界游泳錦標賽韻律泳比賽。她在雙人項目與三井梨紗子合作，在双人技术自选項目以92.0079分获得第三名；在集體項目方面，她與隊友先後在集體技術自選、集體自由自選及自由組合項目，奪得三面銅牌。